# Атуэй
Атуэ́й (исп. Hatuey; ум. 2 февраля 1512 года) — касик (вождь) одного из племён таино, боровшийся с испанскими конкистадорами на островах Эспаньола и Куба. Считается первым кубинским национальным героем и первым повстанцем Америки.
В 1511 году Атуэй и 400 его воинов бежали с завоёванной испанцами Эспаньолы и предупредили жителей острова Каобана (Куба) о грядущем пришествии конкистадоров. Бартоломе де Лас Касас рассказывает, что он убедил туземцев бросить всё имевшееся у них золото в реку; как ему представлялось, испанцы поклонялись золоту как богу. Атуэй объединил вокруг себя различные племена и начал устраивать вылазки против испанцев, укрепившихся в форте Баракоа. Некоторое время ему удавалось сдерживать продвижение конкистадоров в глубь острова, но их предводитель Диего Веласкес де Куэльяр, знавший тактику туземцев, смог разбить и уничтожить отряды таино по отдельности. В одной из схваток Атуэй был взят в плен.
Вождь был приговорён к сожжению на костре. Согласно Лас Касасу, перед казнью монах-францисканец убеждал Атуэя принять крещение, чтобы после смерти попасть в рай. Атуэй спросил, попадают ли христиане на небеса; монах ответил, что не все, но лишь самые хорошие и добрые. Тогда вождь заявил, что «не желает на небо, а хочет в ад, лишь бы не оказаться опять среди христиан, столь жестоких людей».
В городе Баракоа установлен памятник Атуэю. Также его имя носит одна из марок кубинского пива.